# Espace du Palais
L'Espace du Palais est un complexe commercial situé sur la rive droite de la Seine, dans le centre-ville de Rouen (Seine-Maritime). Il est situé au nord du Palais de justice.
Il a été conçu par l'architecte Pierre Riboulet. Le sous-sol a subi une rénovation intégrale entre 1998 et 1999 pour l'installation des locaux d'une antenne de la Fnac. De nouveaux aménagements partiels, pour l'établissement d'une passerelle liée à la verrière, ont été réalisés en 2016. 
L'édifice intègre le portail de l'hôtel dit de la « Première Présidence ».  Cet hôtel, construit de 1718 à 1721 par l'architecte Martinet, hébergea la mairie de Rouen de 1791 à 1800 puis fut l'hôtel des sociétés savantes. Il fut incendié par l'Armée allemande le 25 août 1944.
En 2016, Seefar et KKR revendent l'Espace du Palais à la société Redevco.
Entre 2017 et 2019, l'intérieur du centre commercial est entièrement rénové avec des matériaux plus nobles. Il accueille de nouvelles boutiques avec un premier niveau extérieur plus axé sur la restauration via la terrasse, tandis que l'intérieur est un espace destiné aux loisirs, à la culture ainsi qu'à la maison. D'autres cases commerciales restent disponibles et de nouveaux commerces devraient compléter l'offre au public.
L'espace du palais est idéalement situé dans le centre-ville, près de grands lieux touristiques comme la rue du Gros-Horloge, la cathédrale Notre-Dame et la place du Vieux-Marché. Doté d'un grand parking de 1 400 places, il bénéficie d'une proximité directe avec la station Palais de Justice du tramway de Rouen.

## Enseignes et services

### Enseignes et services
- Bibliothèque
- Fnac
- Orange
- Photomaton
- Toilettes
- Parking
- Espace de repos

### Restaurants
- B Chef
- Le Diapason
- El Palazzo
- La Plancha
- Rythm'n food
- Café de l’Échiquier

### Shopping
- American Vintage
- Utile (anciennement Franprix)
- King Jouet
- Sostrene Grene
- Animalis
- Habitat (fermé en 2023)
- Slow Supermarché